# Bolostromoides
Bolostromoides Schiapelli & Gerschman, 1945 è un genere di ragni appartenente alla famiglia Cyrtaucheniidae.

## Distribuzione
L'unica specie oggi nota di questo genere è stata rinvenuta nel Venezuela.

## Tassonomia
Genere trasferito dalla famiglia Ctenizidae Thorell, 1887, a seguito di un lavoro dell'aracnologo Raven (1985a).
Dal 1985 non vengono rinvenuti esemplari di questo genere.
A giugno 2012, si compone di una specie:
- Bolostromoides summorum Schiapelli & Gerschman, 1945[2] — Venezuela